# FIA WTCC mexikói nagydíj
A FIA WTCC mexikói nagydíj az Autódromo Miguel E. Abed-en kerül megrendezésre Pueblában, Mexikóban.

## Futamgyőztesek
| Év   | Versenyző                        | Gyártó     | Helyszín | Összefoglaló |
| ---- | -------------------------------- | ---------- | -------- | ------------ |
| 2009 | 1. verseny : Rickard Rydell      | SEAT       | Puebla   | Összefoglaló |
| 2009 | 2. verseny : Yvan Muller         | SEAT       | Puebla   | Összefoglaló |
| 2008 | 1. verseny : Jordi Gené          | SEAT       | Puebla   | Összefoglaló |
| 2008 | 2. verseny : Tiago Monteiro      | SEAT       | Puebla   | Összefoglaló |
| 2006 | 1. verseny : Salvatore Tavano    | Alfa Romeo | Puebla   | Összefoglaló |
| 2006 | 2. verseny : Augusto Farfus      | Alfa Romeo | Puebla   | Összefoglaló |
| 2005 | 1. verseny : Fabrizio Giovanardi | Alfa Romeo | Puebla   | Összefoglaló |
| 2005 | 2. verseny : Peter Terting       | SEAT       | Puebla   | Összefoglaló |